# マリア・テレサ・デ・ボルボーン・イ・バリャブリガの肖像
『マリア・テレサ・デ・ボルボーン・イ・バリャブリガの肖像』（マリア・テレサ・デ・ボルボーン・イ・バリャブリガのしょうぞう、西: Retrato del María Teresa de Borbón y Vallabriga, 英: Portrait of María Teresa de Borbón y Vallabriga）は、スペインのロマン主義の巨匠フランシスコ・デ・ゴヤが1783年に制作した肖像画である。油彩。スペイン国王フェリペ5世の孫娘で、後の第15代チンチョン女伯爵マリア・テレサ・デ・ボルボーン・イ・バリャブリガを描いている。彼女の兄を描いた『少年ルイス・マリア・デ・ボルボーン・イ・バリャブリガの肖像』（Retrato del Luis María de Borbón y Vallabriga）の対作品。ゴヤが描いた子供の肖像画の中で最も優れた作品の1つと考えられている。現在はワシントンD.C.のナショナル・ギャラリー・オブ・アートに所蔵されている。

## 人物
マリア・テレサは1780年に父ドン・ルイス・アントニオ・デ・ボルボーン親王とアラゴンの下級貴族出身の妻マリア・テレサ・デ・バリャブリガとの間に生まれた。父ドン・ルイス親王は兄カルロス3世とは仲が悪く、また身分違いの結婚（貴賤結婚）をしたため、その子供たちは王室から除外された。親王はアレナス・デ・サン・ペドロに隠遁したが、1785年に死去すると、幼い彼女と妹マリア・ルイサはトレドのサン・クレメンテ修道院に送られた。しかしカルロス3世の死後の1797年、マリア・テレサはカルロス4世の宰相マヌエル・デ・ゴドイと結婚したことにより、彼女とその家族は王室に復帰し、ボルボーン姓の使用が認められた。1800年に一人娘カルロッタ・ルイサ・デ・ゴドイ・イ・ボルボーンを出産。1803年に第14代チンチョン伯爵であった兄ルイス・マリアが自発的にその称号を放棄したため、第15代チンチョン女伯爵となった。1808年、アランフエス暴動により兄とともにトレドに逃げた。1824年に兄が死去するとパリに亡命、1828年に死去した。

## 制作背景

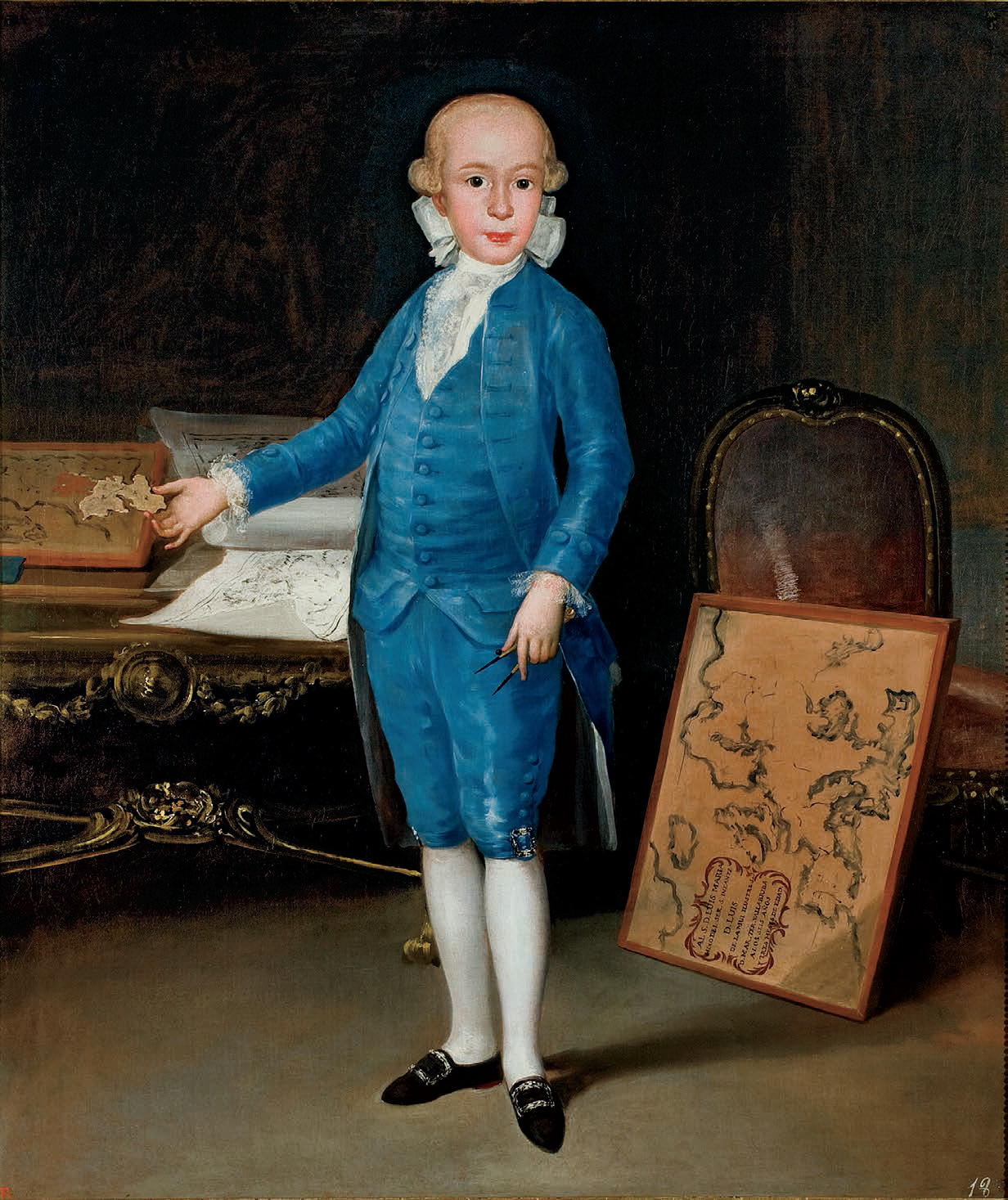
対作品『少年ルイス・マリア・デ・ボルボーン・イ・バリャブリガの肖像』。1783年。サラゴサ博物館所蔵。

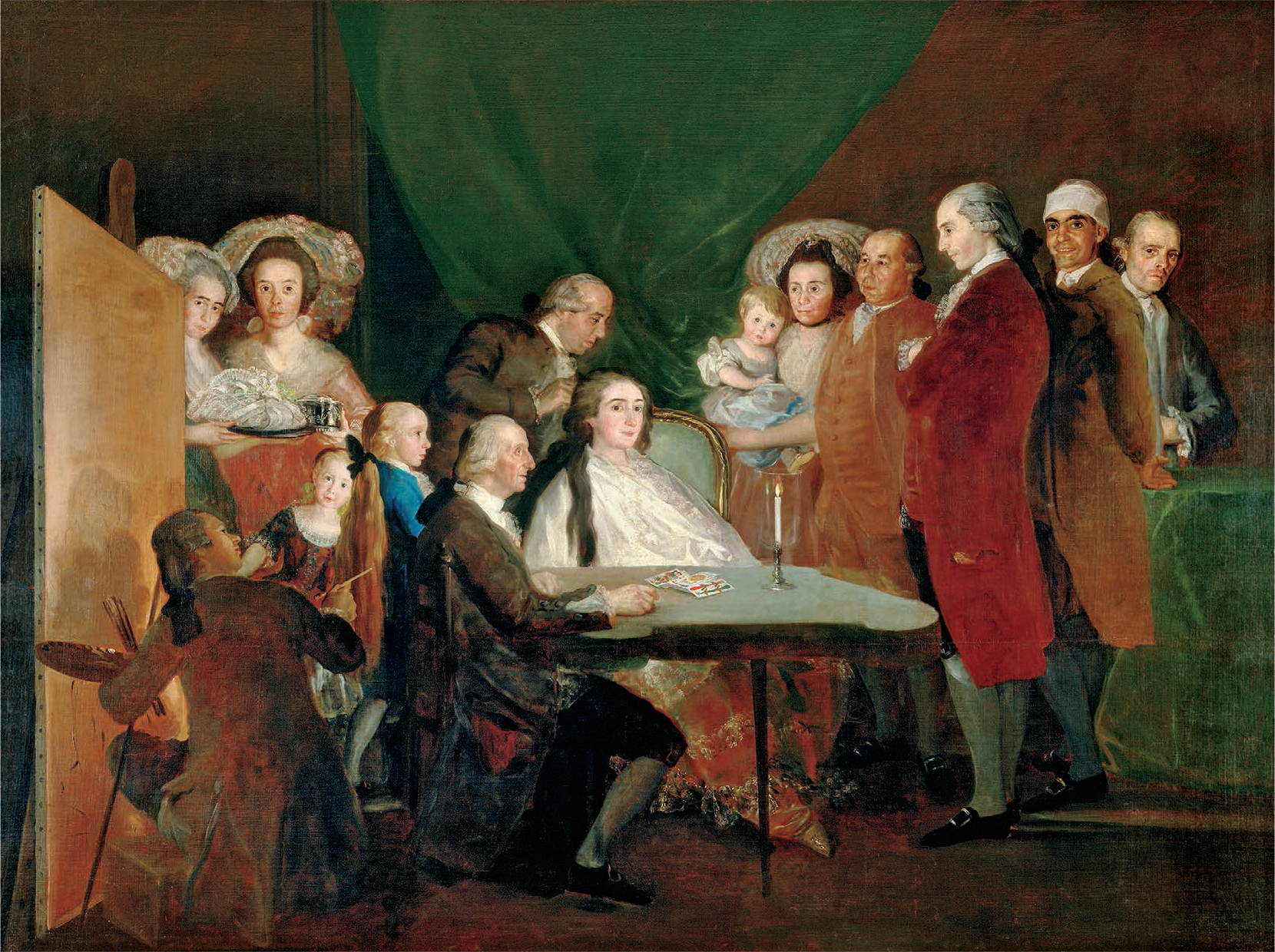
『ドン・ルイス・デ・ボルボーン親王の家族』。1784年。マニャーニ・ロッカ財団所蔵。

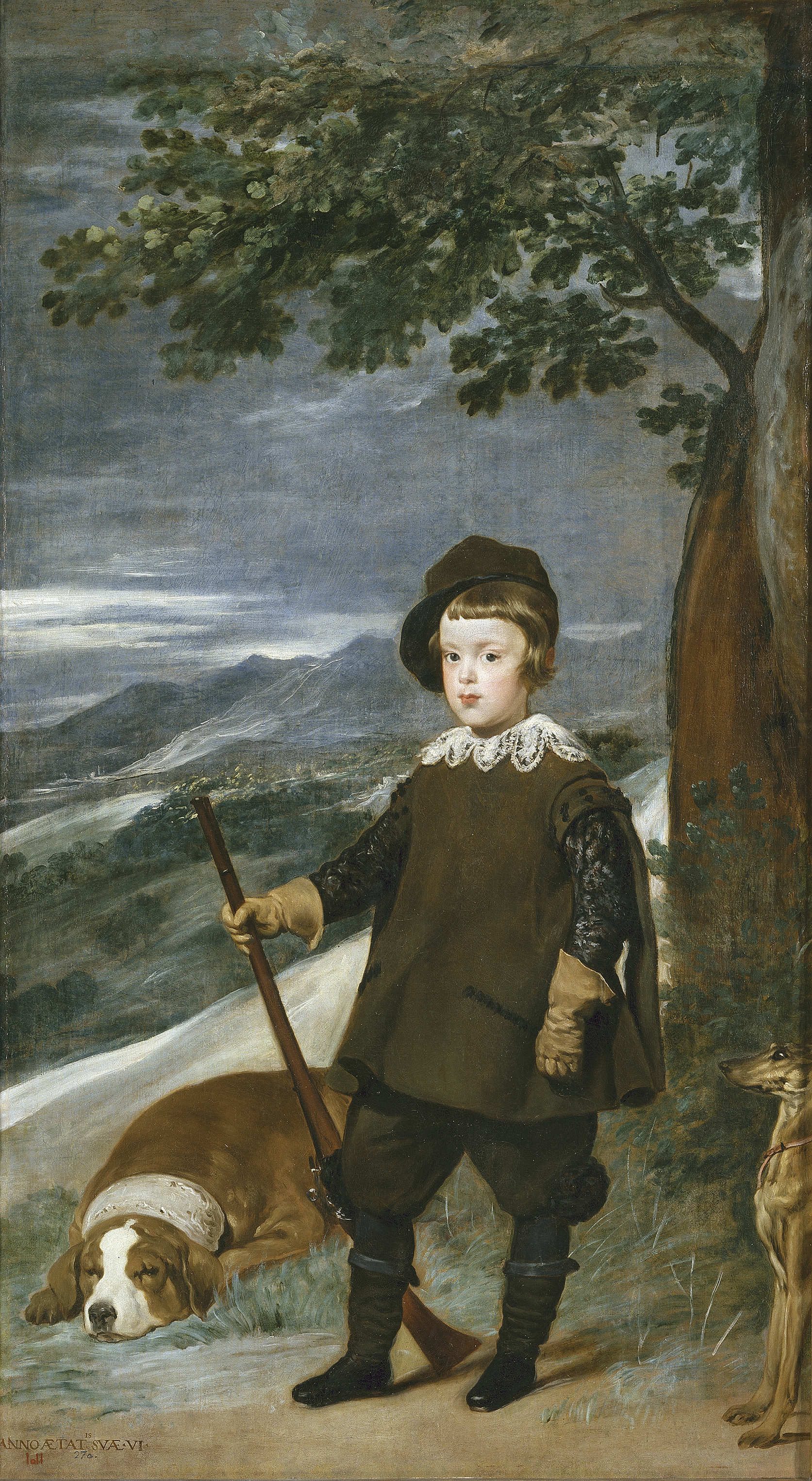
ディエゴ・ベラスケスの『狩猟服姿の皇太子バルタサール・カルロス』。1635年から1636年。プラド美術館所蔵。

マリア・テレサの父ドン・ルイス親王はゴヤの有力な後援者の1人で、ゴヤは彼らが住んでいたアレナス・デ・サン・ペドロを初めて訪れた1783年夏から1784年にかけて、マニャーニ・ロッカ財団に所蔵されている『ドン・ルイス・デ・ボルボーン親王の家族』（La familia del infante don Luis de Borbón）を含む多くの肖像画を制作しており、このときに幼い兄妹の肖像画もまた制作された。ゴヤは友人のマルティン・サパテールに宛てた1783年9月20日付の手紙で次のように述べている。

## 作品
灰色の大きな瞳の少女マリア・テレサは森や山々のある風景を望む宮殿のテラスに立っている。この山々はグレドス山脈である。彼女は弧を描く優美な眉毛と、短く丸い鼻を持ち、ピンクの唇はふっくらとし、滑らかな丸い頬は赤く染まっている。少女は非常に大人っぽい服を着ている。彼女が着たスカイブルーの丸いネックラインのボディスはレースで縁取られている。頭にかぶった白いボンネットはロイヤルブルーのリボンとピンクのバラが付いており、長く白いマンティーリャは肩だけでなく腰まで垂れ下がり、黒いスカートの裾からはバックルが付いたコバルトブルーの靴が覗いている。画面右の少女の足元には白い毛むくじゃらの小型犬が座っている。背後の壁の向こうには緑の木々が生い茂る丘陵が広がり、岩だらけのグレドス山脈の高い連なりが見える。青空には淡いピンクを帯びた雲が舞い上がっている。
マリア・テレサは右手を腰に当て、右足を1歩前に踏み出している。彼女がこの肖像画のポーズをとったとき、わずか4歳半であった。堂々とした姿勢と白いレースのマンティーリャは少女に成熟した印象を与え、低い視点は背景の山々や彼女の身長をより高く見せる。
この描写は明らかにディエゴ・ベラスケスの『狩猟服姿の皇太子バルタサール・カルロス』（El príncipe Baltasar Carlos cazador）の影響を示している。どちらの作品も子供の感傷的な描写をしておらず、それどころかむしろその威厳を高めようとしている。すなわち、低い視点から描くことで実際の身長では表せない記念碑性を与えるとともに、真剣な表情と直立した姿勢で権威的な性質を確立している。マリア・テレサが幼い子供であることを強調しているのは、大きく見開かれた目とふっくらとした頬と腕だけである。絵画技法もベラスケスを彷彿とさせる。マンティーリャの長く透明な筆遣いと厚塗りの撥ねとの組み合わせ、露出した赤い下塗りなどは、ベラスケスの技法に触発されていると思われる。
このベラスケスを思わせる表現や技法は、おそらくゴヤの美意識以上の意味があると思われる。なぜなら、ドン・ルイス親王はベラスケス的の子供の肖像画を制作することで自身の子供たちが宮廷の王族に値する存在であることを表明しようとした可能性が考えられるからである。もしそうであるならば、この一見無邪気そうに見える娘の肖像画は、アレナス・デ・サン・ペドロに隠遁しなければならなかったドン・ルイス親王の悲劇が反映されているということになるであろう。
なお、ゴヤは左下隅に黒い絵具で「セニョーラ・ドニャ・マリア・テレサ、セニョール・ドン・ルイス親王の娘、2歳9か月のとき」（LA S. D. MARIA TERESA / HIXA DEL SER. INFANTE / D. LUIS / DE EDAD DE DOS AÑOS Y NUEVE MESES）と記しているが、年齢は明らかに誤っている。対作品である兄の肖像画にも同様の碑文が記されているが、こちらの年齢には誤りはなく、なぜゴヤが彼女の年齢を誤って記したのか不可解である。

## 来歴
肖像画はチンチョン女公爵マリア・テレサ、彼女とマヌエル・デ・ゴドイとの間に生まれた一人娘である第2代スエカ女公爵カルロッタ・ルイサ・デ・ゴドイ・イ・ボルボーンに相続され、1867年と1886年に記録された。さらに彼女の息子である第2代ラ・アルクディア公爵アドルフォ・ルスポリ・イ・ゴドイ、その娘マリア・テレサ・ルスポリ・イ・アルバレス・デ・トレド（Maria Teresa Ruspoli y Alvarez de Toledo）へと相続された。その後、肖像画は彼女の甥である第18代チンチョン伯爵、第4代ラ・アルクディア公爵、第4代スエカ公爵カミロ・カルロス・アドルフォ・ルスポリ・イ・カロに相続されると、1957年にニューヨークのウィルデンシュタイン・カンパニーに売却され、1959にかつてアメリカ合衆国財務長官であったアンドリュー・メロンの娘で慈善家のアリサ・メロン・ブルースによって購入された。アリサ・メロンの死後の1970年、ナショナル・ギャラリー・オブ・アートに遺贈された。

## ギャラリー

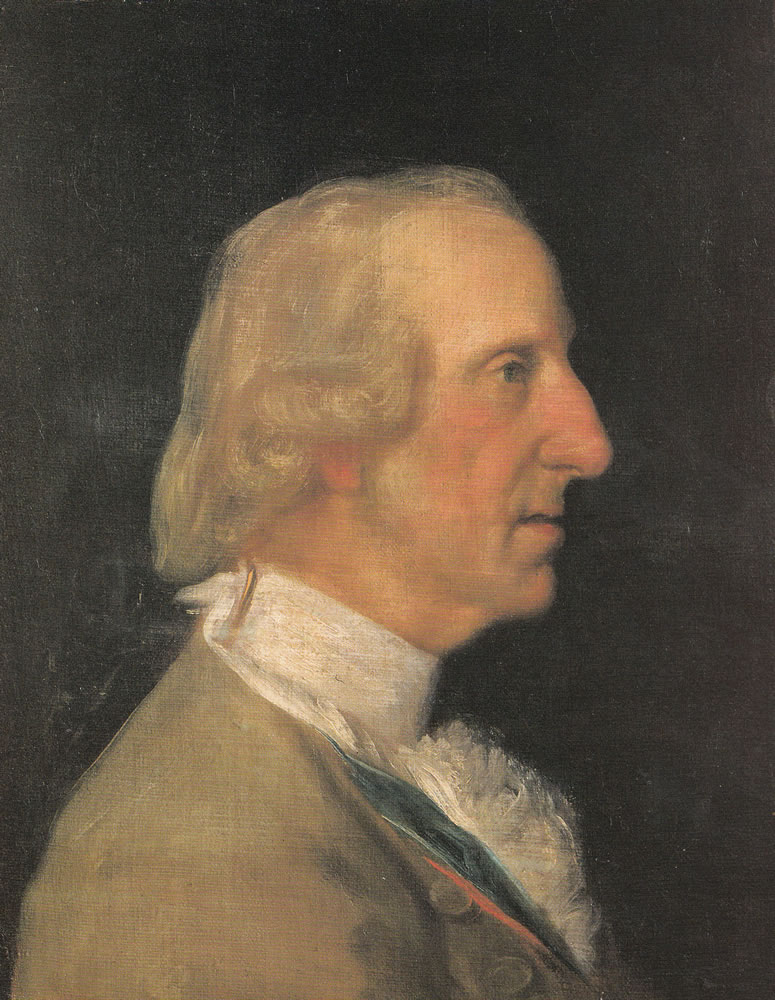
『ドン・ルイス・デ・ボルボーン親王の肖像』1783年 個人蔵
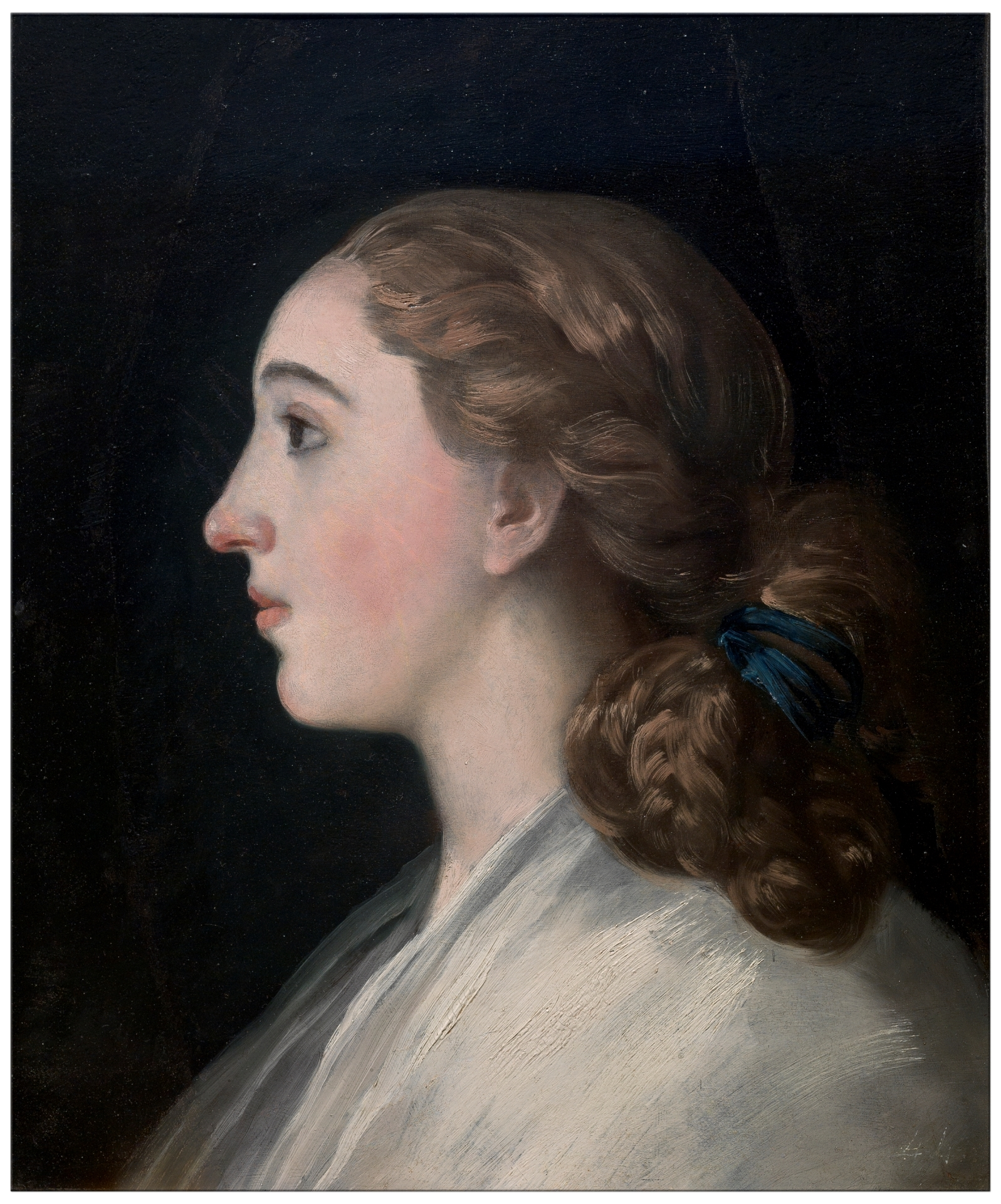
『マリア・テレサ・デ・バリャブリガ・イ・ロサスの肖像』1783年 プラド美術館所蔵
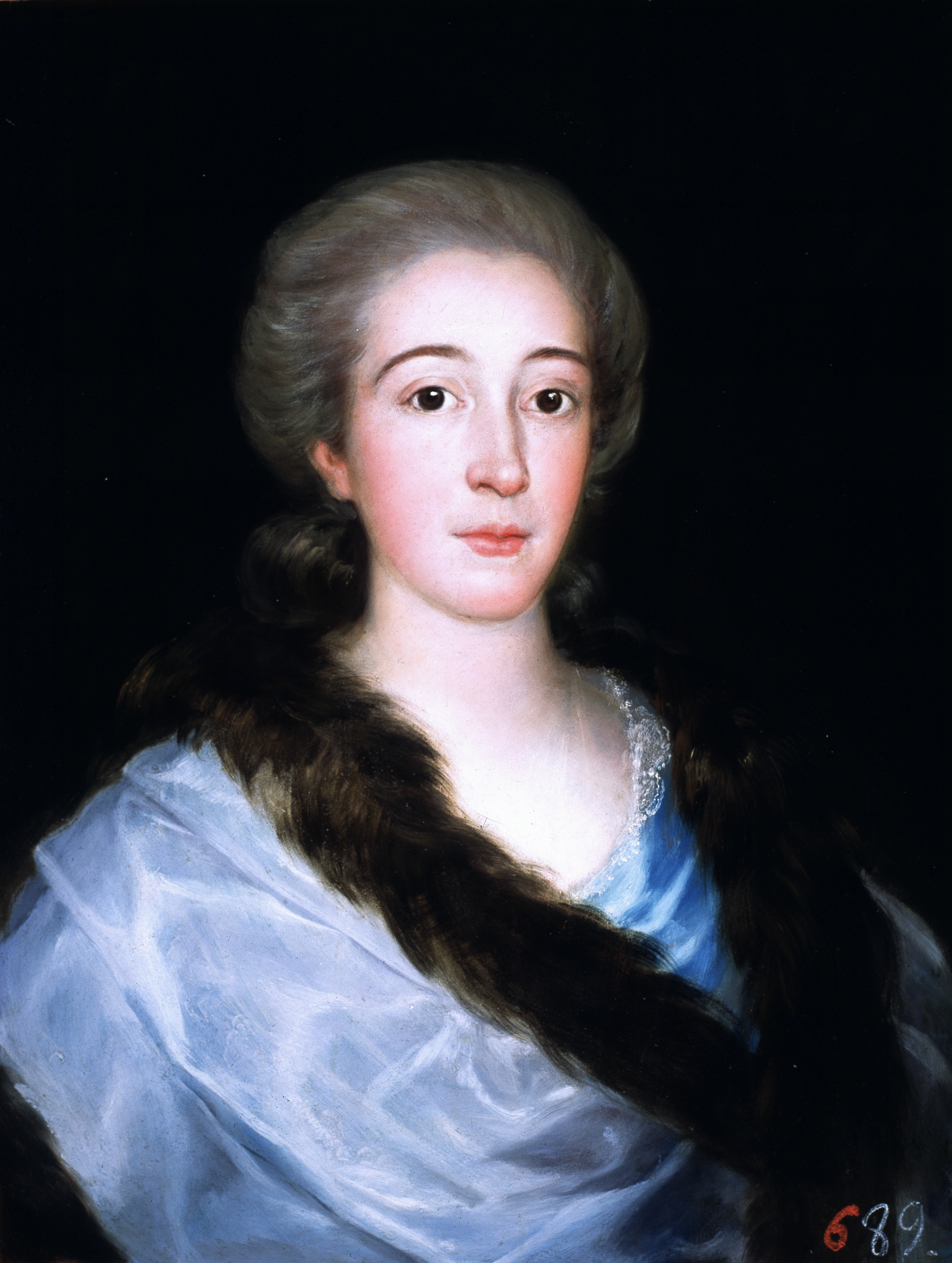
『マリア・テレサ・デ・バリャブリガ・イ・ロサスの肖像』1783年 個人蔵
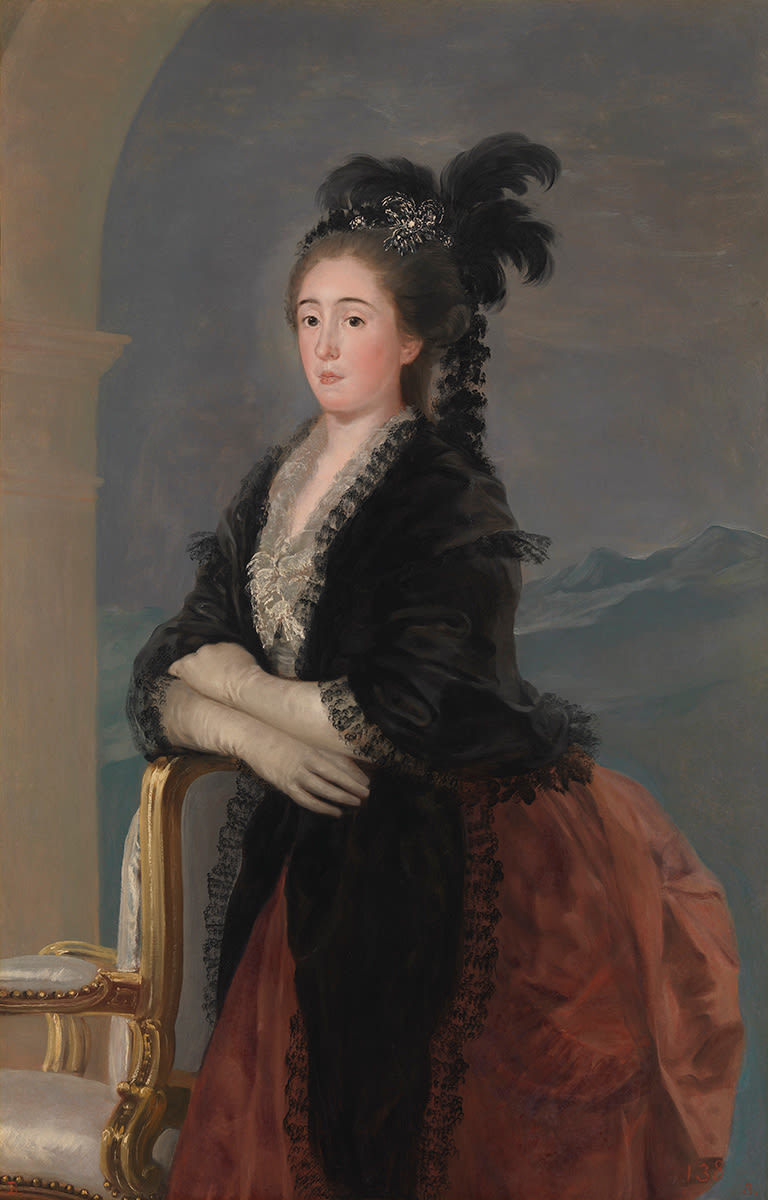
『マリア・テレサ・デ・バリャブリガ・イ・ロサスの肖像』1783年 ノイエ・ピナコテーク所蔵
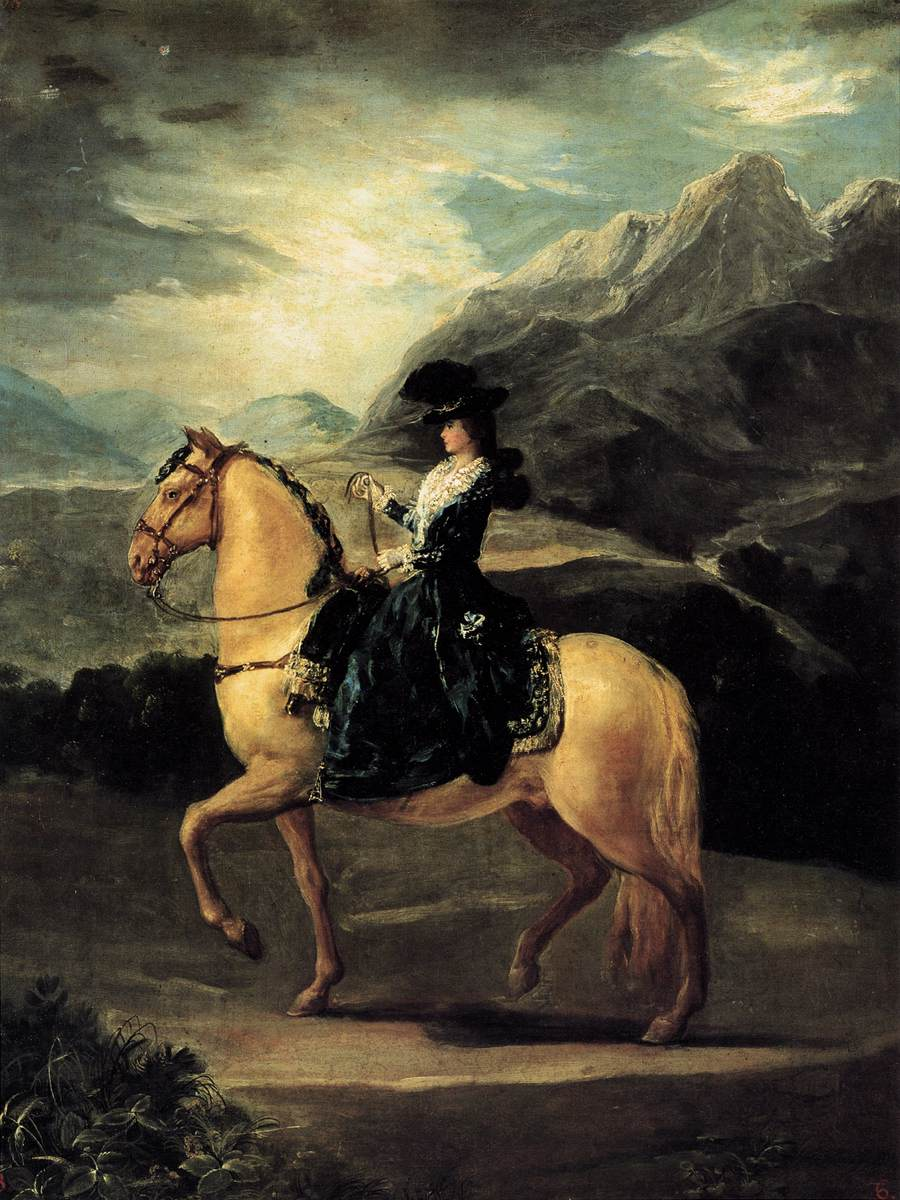
『マリア・テレサ・デ・バリャブリガ・イ・ロサス騎馬像』1783年 ウフィツィ美術館所蔵
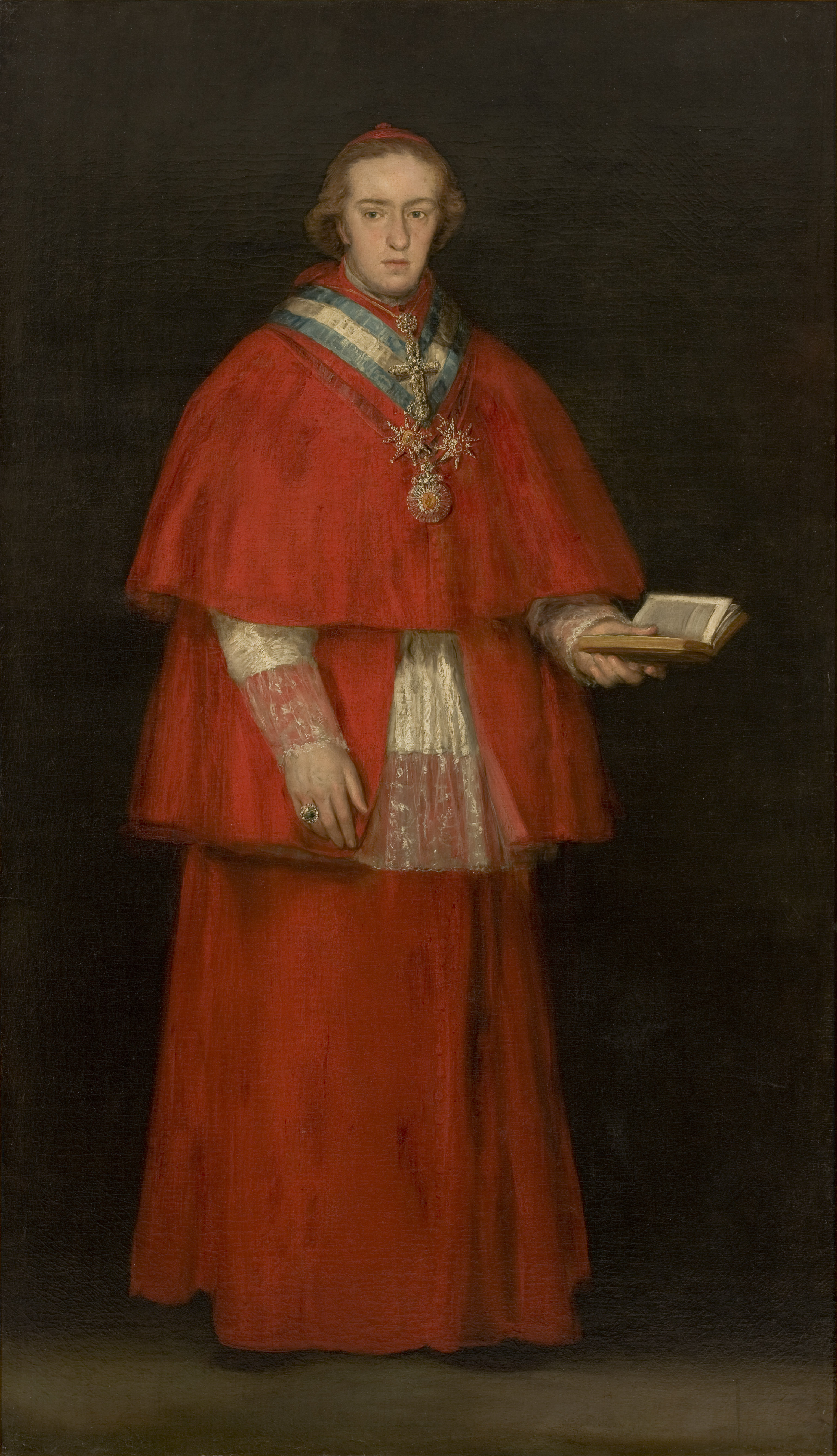
『枢機卿ルイス・マリア・デ・ボルボーン・イ・バリャブリガの肖像』1798年-1800年頃 サンパウロ美術館所蔵
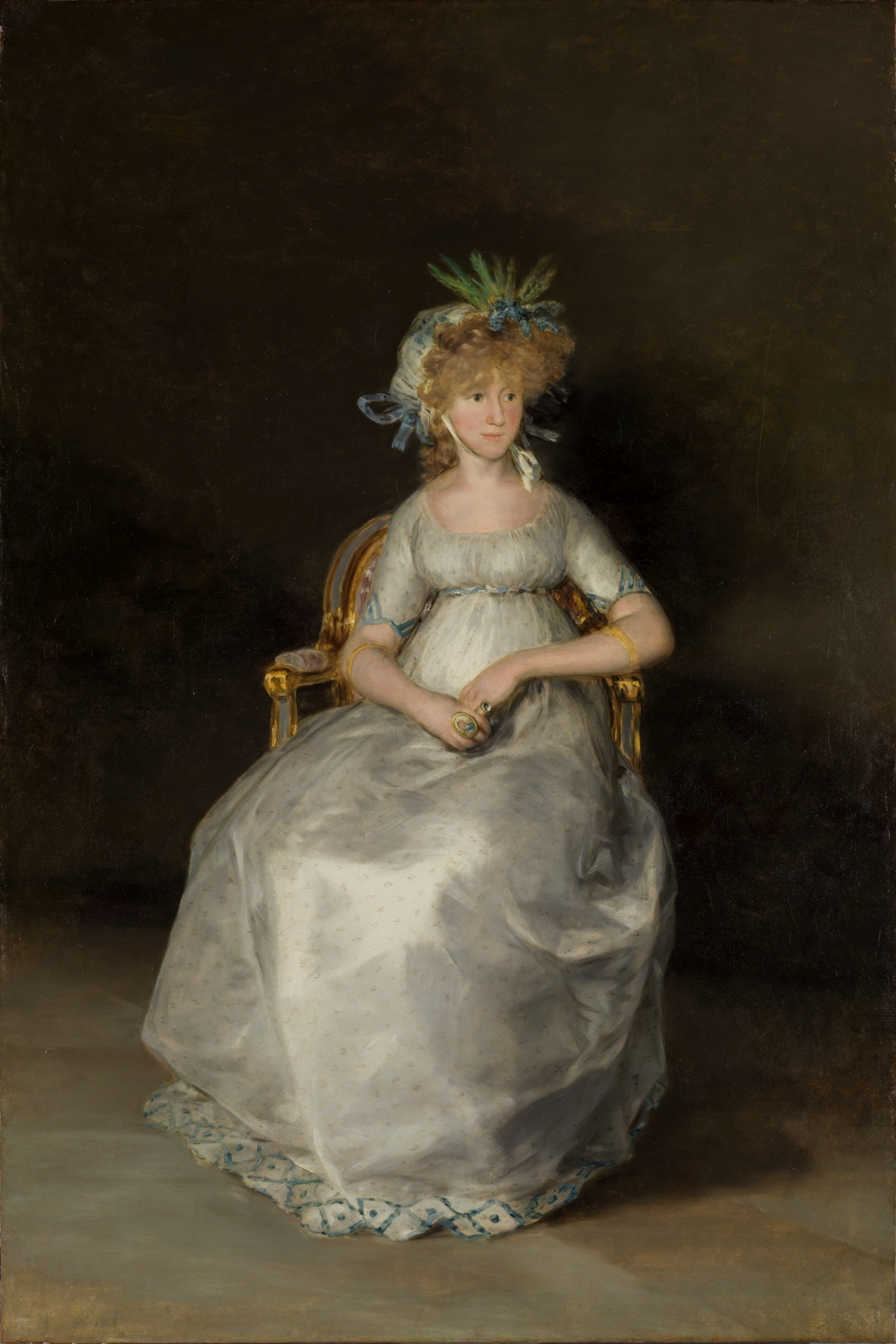
『チンチョン女伯爵の肖像』1800年 プラド美術館所蔵
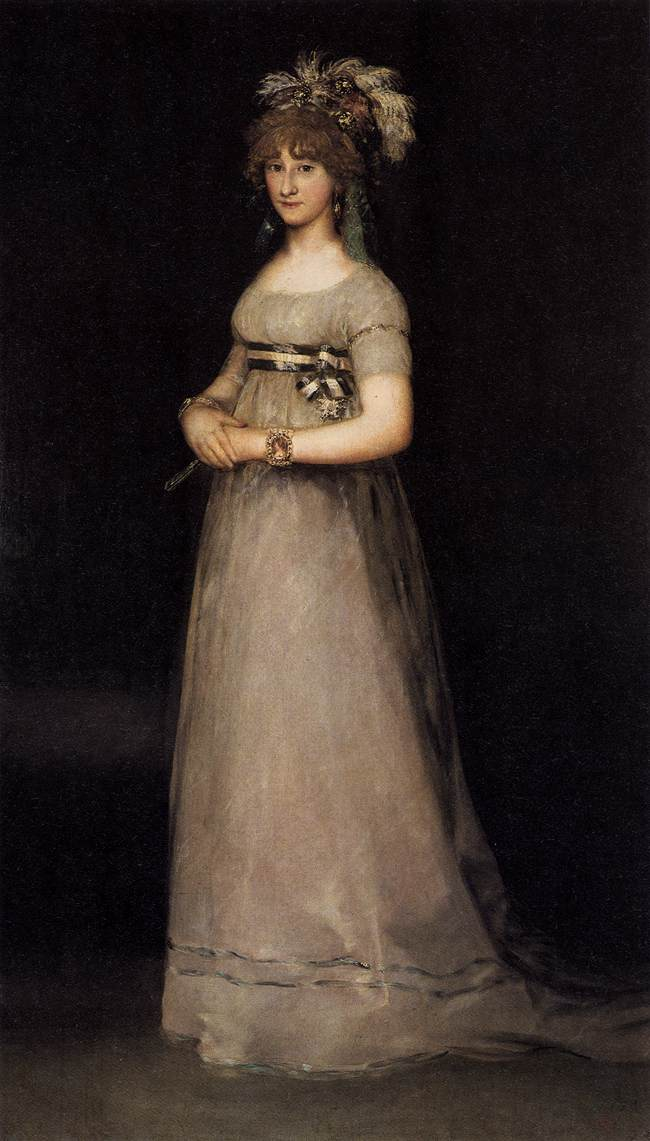
『マリア・ルイサ・デ・ボルボーン・イ・バリャブリガの肖像』1800年頃 ウフィツィ美術館所蔵